# Severo de Sales
Severo de Sales (Guadalajara, 28 novembre 1940) è un ex calciatore messicano di ruolo centrocampista.

## Carriera

### Club
Dal 1961 al 1970 ha sempre giocato nell'América, ad esclusione di una breve militanza nel San Diego Toros.
Con l'América ha vinto il campionato 1965-1966, oltre che due Coppa del Messico nel 1964 e 1965.
Ha giocato anche nelle Coppa Campeón de Campeones 1964 e Coppa Campeón de Campeones 1965, perdendole entrambe contro il Guadalajara.
Nel 1968 giocò con gli statunitensi dei San Diego Toros, impegnati nella stagione d'esordio NASL. La squadra, dopo aver vinto la propria Division, raggiunse la finale del torneo perdendola contro gli Atlanta Chiefs.

### Nazionale
Nel 1969 ha giocato cinque incontri con la nazionale di calcio del Messico nel Campionato CONCACAF 1969, chiuso al quarto posto finale.

## Statistiche

### Cronologia presenze e reti in Nazionale
| Cronologia completa delle presenze e delle reti in nazionale ― Messico | Cronologia completa delle presenze e delle reti in nazionale ― Messico | Cronologia completa delle presenze e delle reti in nazionale ― Messico | Cronologia completa delle presenze e delle reti in nazionale ― Messico | Cronologia completa delle presenze e delle reti in nazionale ― Messico | Cronologia completa delle presenze e delle reti in nazionale ― Messico | Cronologia completa delle presenze e delle reti in nazionale ― Messico | Cronologia completa delle presenze e delle reti in nazionale ― Messico |
| Data                                                                   | Città                                                                  | In casa                                                                | Risultato                                                              | Ospiti                                                                 | Competizione                                                           | Reti                                                                   | Note                                                                   |
| ---------------------------------------------------------------------- | ---------------------------------------------------------------------- | ---------------------------------------------------------------------- | ---------------------------------------------------------------------- | ---------------------------------------------------------------------- | ---------------------------------------------------------------------- | ---------------------------------------------------------------------- | ---------------------------------------------------------------------- |
| 27-11-1969                                                             | San José                                                               | Messico                                                                | 2 – 0                                                                  | Giamaica                                                               | Campionato CONCACAF 1969                                               | -                                                                      |                                                                        |
| 30-11-1969                                                             | San José                                                               | Costa Rica                                                             | 2 – 0                                                                  | Messico                                                                | Campionato CONCACAF 1969                                               | -                                                                      |                                                                        |
| 2-12-1969                                                              | San José                                                               | Guatemala                                                              | 1 – 0                                                                  | Messico                                                                | Campionato CONCACAF 1969                                               | -                                                                      |                                                                        |
| 4-12-1969                                                              | San José                                                               | Antille Olandesi                                                       | 2 – 2                                                                  | Messico                                                                | Campionato CONCACAF 1969                                               | -                                                                      |                                                                        |
| 7-12-1969                                                              | San José                                                               | Messico                                                                | 0 – 0                                                                  | Trinidad e Tobago                                                      | Campionato CONCACAF 1969                                               | -                                                                      |                                                                        |
| Totale                                                                 |                                                                        | Presenze                                                               | 5                                                                      |                                                                        | Reti                                                                   | 0                                                                      |                                                                        |

## Palmarès
- Campionato messicano: 1

América: 1965-1966
- Coppa del Messico: 2

América: 1964, 1965